# Internat (film)
Internat (ang. The Moth Diaries) – irlandzko-kanadyjski horror z 2011 roku w reżyserii Mary Harron, powstały na podstawie powieści Rachel Klein pod tym samym tytułem.
Światowa premiera filmu miała miejsce 6 września 2011 roku podczas 68. Międzynarodowego Festiwalu Filmowego w Wenecji. W Polsce premiera filmu odbyła się 26 października 2012 roku.

## Opis fabuły
Po samobójczej śmierci ojca Rebecca zaczyna naukę w elitarnej żeńskiej szkole z internatem na amerykańskiej prowincji. Zaprzyjaźnia się z Lucy, ale ich relacje zakłóca pojawienie się nowej uczennicy z Europy, tajemniczej Ernessy (Lily Cole). Lucy jest zafascynowana dziewczyną. Jednak im więcej czasu z nią spędza, tym gorzej się czuje, jakby powoli traciła siły do życia. Rebecca zaczyna podejrzewać, że nowa koleżanka jest wampirem. Niewyjaśnione zgony na terenie szkoły utwierdzają ją w tym przekonaniu. Ale inne uczennice nie dostrzegają niebezpieczeństwa.

## Obsada
- Sarah Bolger jako Rebecca
- Lily Cole jako Ernessa
- Sarah Gadon jako Lucie Blake
- Scott Speedman jako pan Davies
- Laurence Hamelin jako Sofia
- Judy Parfitt jako pani Rood

## Odbiór filmu
Film został w większości negatywnie przyjęty przez krytyków, uzyskując średnią z ocen 38% w serwisie agregującym Metacritic.